# Poste restante (album Fundacji)
Poste restante – jedyny album studyjny polskiego zespołu hip-hopowego Fundacja nr 1. Wydawnictwo ukazało się 24 kwietnia 2009 roku nakładem wytwórni muzycznej Prosto. Nagrania wyprodukowali Czarny HIFI, Łukasz Borowiecki, Zbyniu, Robson, DJ 600V, Szczur, Trojak, Piooro, Ph7 oraz Kamilson. Wśród gości na płycie znaleźli się Juras, Dyzio, Bilon, HZD, Wigor, Bułgar, Peper, Młody Łyskacz, Kulfon, Kafar, ZIP Skład, Orion, Łysy, Pallacio, Pomidor, Popek, Jędker, Rafał Młody, Fu, Mr Reggaeneretor, TPWC, Koras, Kazan, Łysol, Lukasyno oraz Alina.
Nagrania dotarły do 39. miejsca listy OLiS. 

## Lista utworów
Opracowano na podstawie materiału źródłowego.
| Nr | Tytuł                                                                           | Czas |
| -- | ------------------------------------------------------------------------------- | ---- |
| 1  | "Czego chcę"                                                                    | 4:19 |
| 2  | "Nie myśl sobie, że..." (gościnnie: Juras, Kazan)                               | 3:27 |
| 3  | "Abonent tymczasowo niedostępny"                                                | 4:22 |
| 4  | "Jaram" (gościnnie: Kazan)                                                      | 4:51 |
| 5  | "Skit"                                                                          | 0:58 |
| 6  | "Uważaj dzieciak" (gościnnie: Dyzio, Bilon, HZD)                                | 4:37 |
| 7  | "Dom wariatów"                                                                  | 4:02 |
| 8  | "Dzieci ulicy" (gościnnie: Wigor)                                               | 5:31 |
| 9  | "Dzielnica z tradycją" (gościnnie: Bułgar, Peper, Młody Łyskacz, Kulfon, Kafar) | 4;29 |
| 10 | "I tak powiem" (gościnnie: ZIP Skład)                                           | 5:29 |
| 11 | "Jestem"                                                                        | 5:01 |
| 12 | "Nie znasz mnie" (gościnnie: Orion, Łysy)                                       | 3:27 |
| 13 | "Więzi muzyki" (gościnnie: Pallacio, Pomidor, Popek, Jędker, Rafał Młody)       | 4:31 |
| 14 | "Fundament"                                                                     | 4:08 |
| 15 | "Autonomia" (gościnnie: Fu, Mr Reggaeneretor)                                   | 4:26 |
| 16 | "No baa" (gościnnie: TPWC, Koras)                                               | 4:27 |
| 17 | "Ależ owszem" (gościnnie: Kazan, HZD, Łysol, Lukasyno)                          | 3:02 |
| 18 | "Spokój" (gościnnie: Alina)                                                     | 3:14 |
| 19 | "Poste restante"                                                                | 3:04 |